# Vilenská gubernie

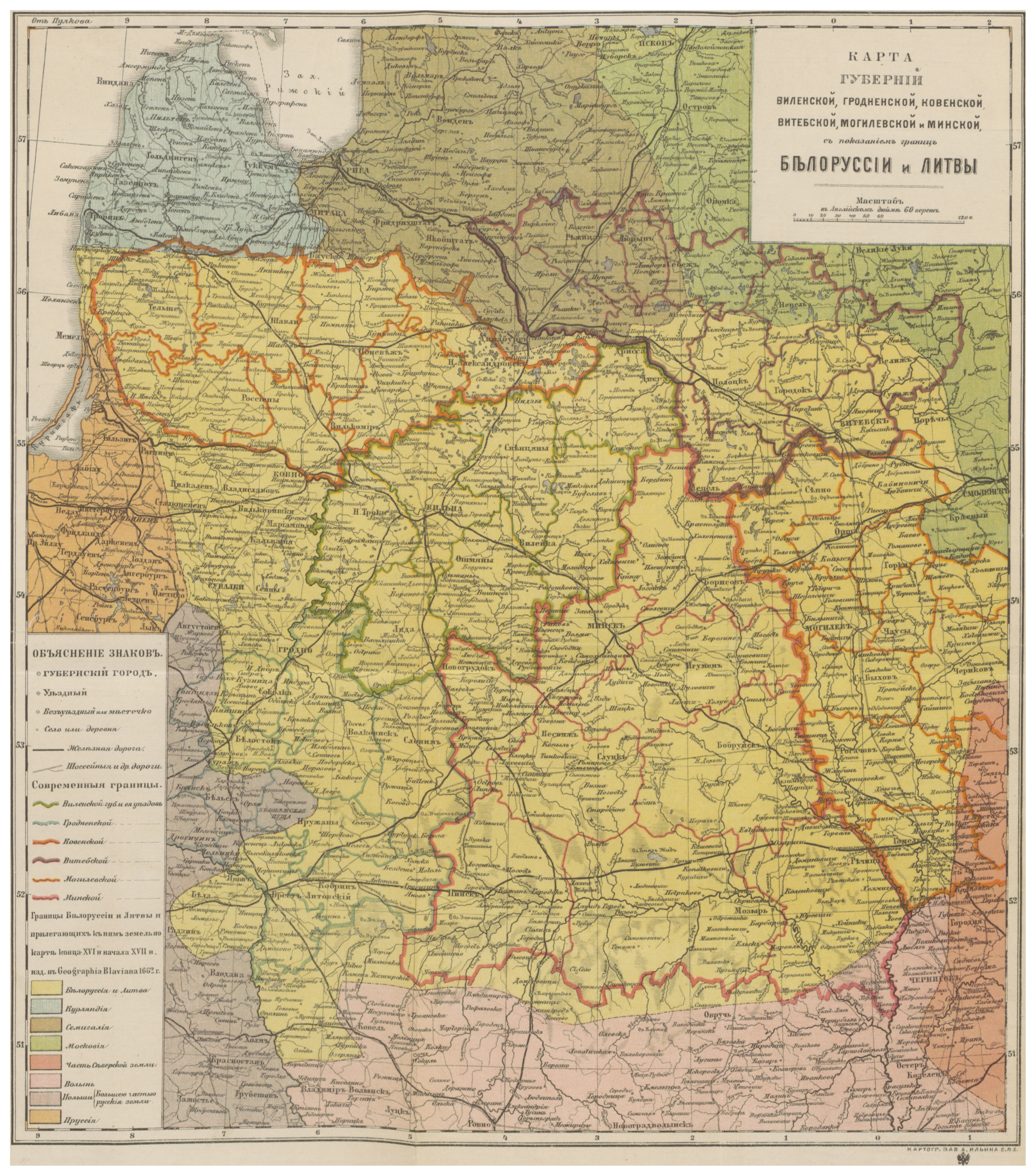
Mapa Vilenské gubernie

Vilenská gubernie (bělorusky Віленская губэрня, rusky Виленская губерния) byla jedna z gubernií carského Ruska v letech 1795-1796 a 1801. Během územních reforem Pavla I. se na základě jeho nařízení z 12. prosince 1796 sloučila se Slonimskou gubernií a vytvořila Litevskou gubernii. Za vlády Alexandra I. se tato gubernie v roce 1801 rozdělila na novou Grodenskou gubernii a znovu obnovenou Vilenskou gubernii. Hlavním městem gubernie bylo Vilno.
Od 18. prosince 1842 část území gubernie se stala součástí nové Kaunaské gubernie.